# Gemünden (Taunus)
Gemünden ist ein Ortsteil der Gemeinde Weilrod im hessischen Hochtaunuskreis.

## Geographie
Gemünden liegt im östlichen Hintertaunus des Naturpark Taunus. In der Dorfmitte ist der Zusammenfluss von Laubach und Sattelbach. Höchste Erhebung bei Gemünden ist der Hardtküppel mit 384 Metern NN.
Das Dorf, in einem Talkessel gelegen, wird umgeben von Feldern und Wäldern.
Nachbarorte sind Emmershausen (westlich), Winden und Heinzenberg (nördlich), Laubach (nordöstlich) und Niederlauken (östlich).

## Geschichte

### Ortsgeschichte
Die älteste bekannte schriftliche Erwähnung von Gemünden erfolgte unter dem Namen Gemunden im Jahr 1402, als König Ruprecht Gerhard und Friedrich von Stockheim mit Burg und Dorf Stockheim sowie mehreren Orten, darunter auch Gemünden belehnte.
In der Dorfmitte ist der Zusammenfluss von Laubach und Sattelbach. Unwetter und Überschwemmungen sorgten in der Gründerzeit immer für Katastrophen. Eines der ältesten Wohnhäuser, das heute noch bewohnt ist, wurde erbaut im Jahre 1648 und trägt die Balkeninschrift: „Ehret die Scholle, sie gibt uns das Brot“. Landwirtschaft und Handwerksbetriebe garantierten das täglich Einkommen der Bewohner. Schulische Ausbildung in der Volksschule, sowie in einer Gewerbeschule, sorgten für das Wissen und Weiterbildung der Gemündener. Gasthäuser beherbergten viele Erholungssuchende.
Hessische Gebietsreform (1970–1977)
Im Zuge der Gebietsreform in Hessen fusionierten zum 31. Dezember 1971 die Gemeinde Rod an der Weil mit den bis dahin ebenfalls selbstständigen Gemeinden Cratzenbach, Gemünden und Winden zur erweiterten Gemeinde Rod an der Weil. Am 1. August 1972 wurde sie kraft Landesgesetz mit mehreren anderen Gemeinden zur Gemeinde Weilrod zusammengeschlossen. Damit verbunden war der Wechsel in den neu gegründeten Hochtaunuskreis. Für alle ehemals eigenständigen Gemeinden von Weilrod wurde je ein Ortsbezirk gebildet.

### Verwaltungsgeschichte im Überblick
Die folgende Liste zeigt die Staaten und Verwaltungseinheiten, denen Gemünden angehört(e):
- vor 1806: Heiliges Römisches Reich, Grafschaft/Fürstentum Nassau-Usingen, Amt Usingen
- ab 1806: Herzogtum Nassau,[Anm. 2] Amt Usingen
- ab 1849: Herzogtum Nassau, Kreisamt Idstein[Anm. 3]
- ab 1854: Herzogtum Nassau, Amt Usingen
- ab 1867: Königreich Preußen,[Anm. 4] Provinz Hessen-Nassau, Regierungsbezirk Wiesbaden, Obertaunuskreis[Anm. 5]
- ab 1871: Deutsches Reich, Königreich Preußen, Provinz Hessen-Nassau, Regierungsbezirk Wiesbaden, Obertaunuskreis
- ab 1918: Deutsches Reich (Weimarer Republik), Freistaat Preußen, Provinz Hessen-Nassau, Regierungsbezirk Wiesbaden, Obertaunuskreis
- ab 1886: Deutsches Reich, Königreich Preußen, Provinz Hessen-Nassau, Regierungsbezirk Wiesbaden, Kreis Usingen
- ab 1932: Deutsches Reich, Königreich Preußen, Provinz Hessen-Nassau, Regierungsbezirk Wiesbaden, Obertaunuskreis
- ab 1933: Deutsches Reich, Königreich Preußen, Provinz Hessen-Nassau, Regierungsbezirk Wiesbaden, Landkreis Usingen
- ab 1944: Deutsches Reich, Freistaat Preußen, Provinz Nassau, Landkreis Usingen
- ab 1945: Amerikanische Besatzungszone, Groß-Hessen, Regierungsbezirk Wiesbaden, Landkreis Usingen
- ab 1946: Amerikanische Besatzungszone, Land Hessen, Regierungsbezirk Wiesbaden, Landkreis Usingen
- ab 1949: Bundesrepublik Deutschland, Land Hessen, Regierungsbezirk Wiesbaden, Landkreis Usingen
- ab 1968: Bundesrepublik Deutschland, Land Hessen, Regierungsbezirk Darmstadt, Landkreis Usingen
- ab 1971: Bundesrepublik Deutschland, Land Hessen, Regierungsbezirk Darmstadt, Landkreis Usingen, Gemeinde Rod an der Weil[Anm. 6]
- ab 1972: Bundesrepublik Deutschland, Land Hessen, Regierungsbezirk Darmstadt, Hochtaunuskreis, Gemeinde Weilrod[Anm. 7]

## Bevölkerung

### Einwohnerstruktur 2011
Nach den Erhebungen des Zensus 2011 lebten am Stichtag dem 9. Mai 2011 in Gemünden 504 Einwohner. Darunter waren 6 (1,2 %) Ausländer.
Nach dem Lebensalter waren 84 Einwohner unter 18 Jahren, 207 zwischen 18 und 49, 111 zwischen 50 und 64 und 202 Einwohner waren älter. Die Einwohner lebten in 222 Haushalten. Davon waren 60 Singlehaushalte, 69 Paare ohne Kinder und 69 Paare mit Kindern, sowie 18 Alleinerziehende und 3 Wohngemeinschaften. In 54 Haushalten lebten ausschließlich Senioren und in 150 Haushaltungen lebten keine Senioren.

### Einwohnerentwicklung
| Gemünden: Einwohnerzahlen von 1834 bis 2020 | Gemünden: Einwohnerzahlen von 1834 bis 2020 | Gemünden: Einwohnerzahlen von 1834 bis 2020 | Gemünden: Einwohnerzahlen von 1834 bis 2020 | Gemünden: Einwohnerzahlen von 1834 bis 2020 |
| --- | ------------------------------------------- | ------------------------------------------- | ------------------------------------------- | ------------------------------------------- |
| Jahr |                                             |                                             |                                             | Einwohner                                   |
| 1834 | 1834                                        |                                             | 250                                         | 250                                         |
| 1840 | 1840                                        |                                             | 254                                         | 254                                         |
| 1846 | 1846                                        |                                             | 267                                         | 267                                         |
| 1852 | 1852                                        |                                             | 258                                         | 258                                         |
| 1858 | 1858                                        |                                             | 254                                         | 254                                         |
| 1864 | 1864                                        |                                             | 280                                         | 280                                         |
| 1871 | 1871                                        |                                             | 284                                         | 284                                         |
| 1875 | 1875                                        |                                             | 296                                         | 296                                         |
| 1885 | 1885                                        |                                             | 245                                         | 245                                         |
| 1895 | 1895                                        |                                             | 252                                         | 252                                         |
| 1905 | 1905                                        |                                             | 267                                         | 267                                         |
| 1910 | 1910                                        |                                             | 299                                         | 299                                         |
| 1925 | 1925                                        |                                             | 321                                         | 321                                         |
| 1939 | 1939                                        |                                             | 324                                         | 324                                         |
| 1946 | 1946                                        |                                             | 459                                         | 459                                         |
| 1950 | 1950                                        |                                             | 451                                         | 451                                         |
| 1956 | 1956                                        |                                             | 444                                         | 444                                         |
| 1961 | 1961                                        |                                             | 414                                         | 414                                         |
| 1967 | 1967                                        |                                             | 431                                         | 431                                         |
| 1970 | 1970                                        |                                             | 438                                         | 438                                         |
| 1980 | 1980                                        |                                             | ?                                           | ?                                           |
| 1990 | 1990                                        |                                             | ?                                           | ?                                           |
| 1999 | 1999                                        |                                             | 535                                         | 535                                         |
| 2007 | 2007                                        |                                             | 510                                         | 510                                         |
| 2011 | 2011                                        |                                             | 504                                         | 504                                         |
| 2015 | 2015                                        |                                             | 484                                         | 484                                         |
| 2020 | 2020                                        |                                             | 494                                         | 494                                         |
| Datenquelle: Historisches Gemeindeverzeichnis für Hessen: Die Bevölkerung der Gemeinden 1834 bis 1967. Wiesbaden: Hessisches Statistisches Landesamt, 1968. Weitere Quellen: LAGIS; Gemeinde Weilrod; Zensus 2011 |                                             |                                             |                                             |                                             |

### Historische Religionszugehörigkeit
| • 1885: | 245 evangelische (= 100 %) Einwohner                               |
| • 1961: | 354 evangelische (= 85,51 %), 48 katholische (= 11,59 %) Einwohner |

## Politik
Ortsbeirat
Für Gemünden besteht ein Ortsbezirk (Gebiete der ehemaligen Gemeinde Gemünden) mit Ortsbeirat und Ortsvorsteher nach der Hessischen Gemeindeordnung.
Der Ortsbeirat besteht aus vier Mitgliedern. Bei den Kommunalwahlen in Hessen 2021 betrug die Wahlbeteiligung zum Ortsbeirat 54,83 %. Dabei wurden gewählt: ein Mitglied der CDU, zwei Mitglieder der SPD und ein Mitglied der „Freien Wählergemeinschaft“ (SPD). Der Ortsbeirat wählte Christin Holtz (FWB) zum Ortsvorsteher.

## Kultur und Sehenswürdigkeiten

### Bauwerke

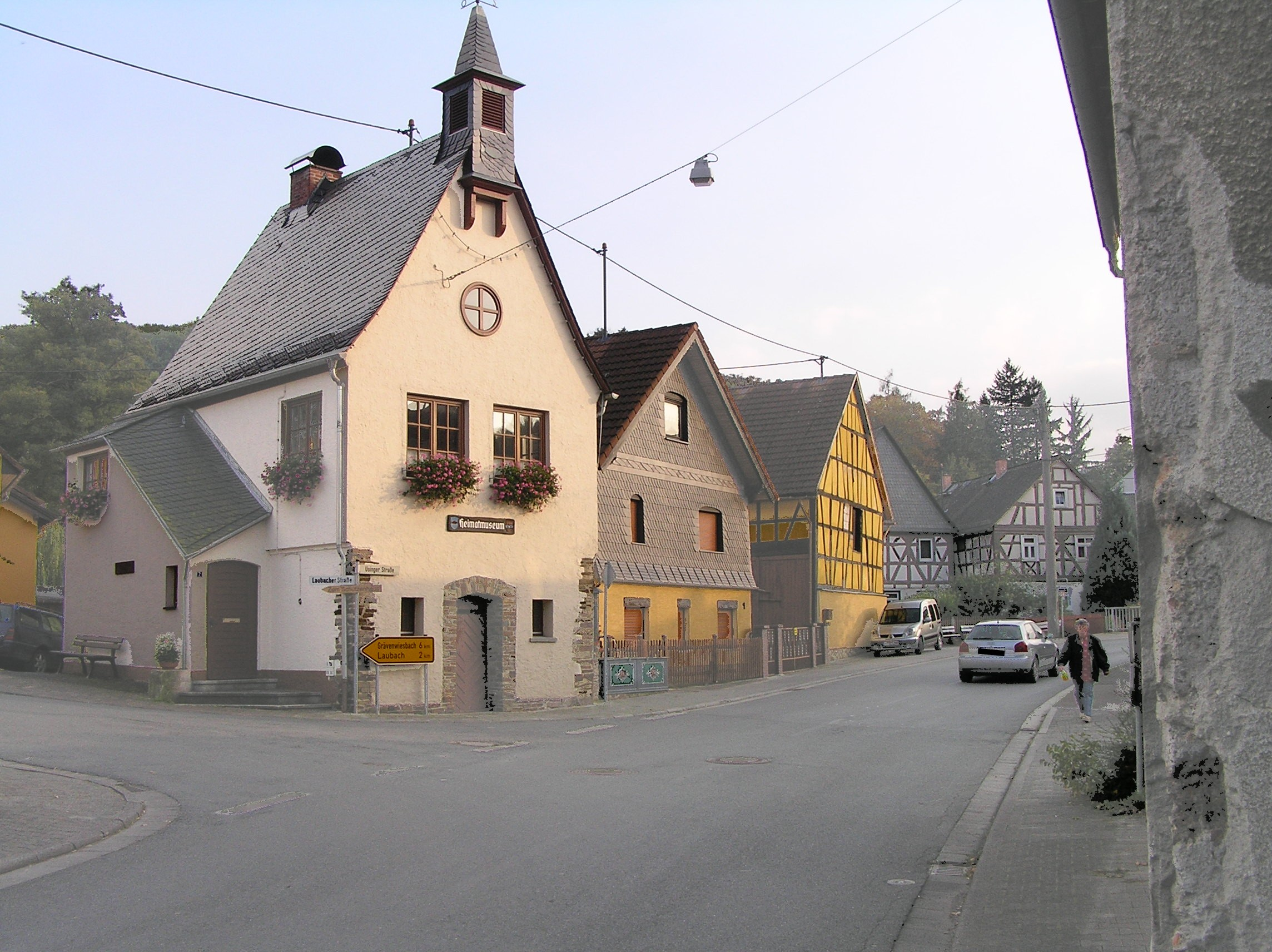
Gemünden Heimatmuseum

Das älteste Gebäude des Ortes ist das Backhaus. Das massive Untergeschoss war ursprünglich eine Kapelle. Die Ersterwähnung ist datiert auf das Jahr 1580. Die Entstehung der Kapelle wird auf 100 bis 200 Jahre früher geschätzt.
Damals stand am Zusammenfluss von Sattelbach und Laubach eine kleine Kapelle. Gottesdienste wurden nur sehr wenig in dieser Kapelle gehalten. Dadurch wurde die Kapelle baufällig und im Jahre 1828 zum Backhaus umgebaut. Im Jahre 1948 wurde dieses älteste Gebäude von Gemünden aufgestockt, zum Rathaus und Gemeindekasse ausgebaut. Nach der Gebietsreform im Jahre 1972 wurde das Heimatmuseum durch den Landfrauenverein Gemünden in den oberen Räumen errichtet. Viele Umbau- und Renovierungsarbeiten wurden schon an diesem Gebäude durchgeführt.
Erst im Jahre 1996 wurden bei erneuten Renovierungsarbeiten Wandmalereien aus dem Alten und Neuen Testament entdeckt. Anhand der verwendeten Farben datierte das hessische Amt für Denkmalschutz diese Malereien auf das 15. Jahrhundert. Von der exakteren Datierung der Wandgemälde erhoffen sich die Historiker eine exaktere Datierung der Erbauung der Kapelle.
Im folgenden Jahr, nach über 170-jähriger Unterbrechung, wurde wieder ein Gottesdienst in diesem Gebäude abgehalten. Dieser stand unter dem Bibeltext: „Der Mensch lebt nicht vom Brot allein, sondern von jedem Wort aus Gottes Mund“.

### Tourismus
Nach dem Zweiten Weltkrieg entwickelte sich der Tourismus in Gemünden. Im März 1967 bildete sich ein Heimat- und Verkehrsverein. Im Jahr 1968 bestanden an Gasthäusern der „Burckhof“ (34 Betten), „Zur Linde“ (25 Betten), „Zur Sonne“ (21 Betten) „Haus Anita“ (9 Betten) und andere. In dieser Zeit wurde die Schutzhütte Philipps-Eiche, die heute noch bestehende, am Ortsrand von Gemünden liegende Wassertretanlage und ein Netz von Wanderwegen eingerichtet. Am 13. April 1974 erhielt der Ort von dem Hessischen Fachausschuss für Kurorte, Erholungsorte und Heilbrunnen die Genehmigung, die Bezeichnung Staatlich anerkannter Erholungsort zu führen. In den folgenden Jahrzehnten ging die Bedeutung des Tourismus immer weiter zurück. Vermutlich um das Jahr 2000 herum verzichtete die Gemeinde auf die Wiederbewerbung als Staatlich anerkannter Erholungsort und verlor das Prädikat.

## Persönlichkeiten
Söhne und Töchter der Stadt
- Marita Haibach (* 1953), ehemalige Abgeordnete des Hessischen Landtags